# 프레디 스미스
프레디 스미스(Freddie Smith, 1988년 3월 19일 ~ )는 미국의 배우이다.

## 출연

### 텔레비전
- 고스트 & 크라임
- 90210
- 우리 생애 나날들